# Vitalij Krokhin
Vitalij Pavlovitj Krokhin (russisk: Виталий Павлович Крохин, født 19. august 1947) er en russisk håndboldtræner og tidligere håndboldspiller, der var landstræner for det russiske kvindelandshold i håndbold fra efteråret 2012, hvor han startede som midlertidig træner under Golden Leaguestævnet i Danmark, og til efteråret 2013, hvor hans forgænger Jevgenij Trefilov, fik jobbet tilbage. Han har tidligere både spillet for og trænet et hold fra Krasnodar, som han vandt det sovjetiske mesterskab og IHF Cup'en med. Han har også været træner for stribe andre klubber. Deriblandt Svesda Svenigorod og et kvindehold fra Rostov. Han har desuden været assistenttræner for det russiske kvindelandshold under sin forgænger som russisk landstræner, Jevgenij Trefilov.